# فارسی دری
فارسی دَری یا پارسی دَری یا فارسی افغانستان یا پارسی خاوَری گونه رایج زبان پارسی در افغانستان است که معمولاً به گویش تاجیک‌ها، هزاره‌ها و ایماق‌ها در این کشور گفته می‌شود. فارسی (یا پارسی) رایج‌ترین زبان در افغانستان و زبان مادری بیش از ۳۵ میلیون نفر (۸۰٪-۸۹٪) از مردم افغانستان است. به‌دلیل اینکه فارسی زبان میانجی افغانستان نیز به‌شمار می‌رود، در کل بیش از ۳۰ میلیون نفر یا ۷۸٪ از شهروندان این کشور بدان تسلط دارند. تاجیک‌ها، هزاره‌ها و ایماق‌ها گویشوران بومی فارسی در افغانستان هستند. این زبان در کنار پشتو یکی از دو زبان رسمی افغانستان است.
دری اصطلاحی سیاسی است که از سال ۱۳۴۳ خورشیدی توسط دولت افغانستان برای نامیدن زبان فارسی استفاده می‌شود. این کار برای افزایش هویت ملی مستقل از ایرانیان انجام شد و در پی آن نام «پارسی» در قانون اساسی افغانستان به «دری» تغییر یافت. گرچه برخی فارسیِ رایج در افغانستان را زبانی مستقل و با نام «دری»، جدا از دیگر گونه‌های فارسی می‌دانند اما تفاوت این گویش با فارسی ایرانی و فارسی تاجیکی به اندازه‌ای نیست که بتوان آن‌ها را زبان‌های جداگانه‌ای پنداشت. به‌هرحال، فارسی افغانستان را می‌توان به‌عنوان یکی از مهم‌ترین گونه‌های زبان فارسی شمرد. مردم افغانستان عموماً زبان خود را فارسی می‌خوانند و از واژهٔ دری استفادهٔ آنچنانی نمی‌شود.
اخیراً دولت افغانستان قانون‌هایی برای پالایش زبان فارسی در افغانستان گذاشته‌است. همچنین، گاه جنجال‌هایی بر سر استفاده از برخی واژه‌ها، مانند «دانشگاه» (با «پوهنتون») و «پارلمان» (با «مجلس»)، پیش آمده‌است. همچنین دیدگاه‌های متفاوتی دربارهٔ آسیب‌شناسی زبان فارسی در افغانستان وجود دارد.

## نام
دری نامی است که از سدهٔ دهم میلادی به زبان فارسی نو داده می‌شده و در آثار کسانی همچون اصطخری، شمس‌الدین مقدسی و ابن حوقل از آن یاد شده‌است. در مورد ریشهٔ دری نظرهای متفاوتی وجود دارد. بیشتر پژوهشگران ریشهٔ این واژه را در واژه فارسی در یا دربار می‌دانند چرا که این زبان، زبان رسمی دربار ساسانیان بود. ابن ندیم در الفهرست دربارهٔ ریشه دری از ابن مقفع نقل می‌کند که دری زبان درباریان مدائن (تیسفون) بود و به همین دلیل این گونه نامیده می‌شود. او دری را زبان خراسان و مردم بلخ نیز برمی‌شمرد.
از سال ۱۳۴۳ خورشیدی، نامِ «دَری» به‌عنوان نام رسمی گونهٔ فارسی رایج در افغانستان برگزیده شد هرچند این زبان تا پیش از این تاریخ، در افغانستانِ معاصر هم «فارسی» نامیده می‌شد. این کار برای افزایش هویت ملی مستقل از ایرانیان انجام شد.

## پراکندگی جغرافیایی

ولسوالی‌های با جمعیت بیشینه فارسی‌زبان در افغانستان

دری یکی از دو زبان رسمی افغانستان در کنار پشتو است. این زبان در عمل نقش زبان میانجی را در بین سایر گروه‌های قومی و زبانی بازی می‌کند.
دری زبان نخست بیش از ۱۶ میلیون نفر (۴۸–۵۲٪) از مردم افغانستان است و در کل بیش از ۲۵ میلیون نفر یا ۸۰٪ از باشندگان این کشور بدان تسلط دارند. تاجیک‌ها، هزاره‌ها و ایماق‌ها گویشوران بومی فارسی در افغانستان هستند. حدود ۲٫۵ میلیون افغانستانی در ایران و پاکستان، که بخشی از گروه بزرگ‌تر افغان‌های مقیم خارج هستند، نیز به دری به‌عنوان زبان نخست خویش سخن می‌گویند.
بیشتر فارسی‌زبانان افغانستان در شمال، شرق، غرب و مرکز کشور زندگی می‌کنند. فارسی زبان بیشینهٔ مردم ولایت‌های بَدَخشان، تخار، کاپیسا، بَلخ، جوزجان، پروان، کابل، بغلان، پنجشیر، کندز، سَمَنگان، بامیان، سرپل، دایکَندی، غزنی، بادغیس، غور، فراه و هرات به‌شمار می‌رود. اقلیت‌های بزرگ فارسی‌زبان نیز در ولایت‌های لغمان، ننگرهار، پکتیا، پکتیکا، ارزگان، جوزجان، قندهار، فاریاب، زابل، کنر، نیمروز، هلمند، لوگر و میدان وردک این کشور یافت می‌شوند.

## واج‌شناسی
جدول‌های زیر واکه‌ها و همخوان‌های فارسی افغانستان را نشان می‌دهند.

### واکه‌ها
|       | پیشین         | مرکزی        | پسین          |
| ----- | ------------- | ------------ | ------------- |
| بسته  | ی (معروف) /i/ |              | و (معروف) /u/ |
| بسته  | ِ (معروف) /ɪ/  | ُ (معروف) /ʊ/ |               |
| میانی | ی (مجهول) /e/ |              | و (مجهول) /o/ |
| میانی | ِ (مجهول) /e̞/  | ُ (مجهول) /o̞/ |               |
| باز   | َ /a/          | َ /a/         | ا /ɑ/         |

|       | پیشین         | پسین            |
| ----- | ------------- | --------------- |
| بسته  |               | وی (معروف) /ui̯/ |
| میانی |               | وی (مجهول) /oi̯/ |
| باز   | َی َو /ai̯/ /au̯/ | ای او /ɑi̯/ /ɑu̯/ |

### همخوان‌ها
|                  | لبی         | دندانی/ لثوی          | پسالثوی       | کامی  | نرم‌کامی     | زبانکی | چاکنایی |
| ---------------- | ----------- | --------------------- | ------------- | ----- | ----------- | ------ | ------- |
| خیشومی           | م /m/       | ن /n/                 |               |       |             |        |         |
| انسدادی/ انسایشی | پ ب /p/ /b/ | ت-ط د /t/ /d/         | چ ج /tʃ/ /dʒ/ |       | ک گ /k/ /ɡ/ | ق /q/  | ء-ع /ʔ/ |
| سایشی            | ف /f/       | س-ص-ث ز-ذ-ض-ظ /s/ /z/ | ش ژ /ʃ/ /ʒ/   |       | خ غ /x/ /ɣ/ |        | ه-ح /h/ |
| ناسوده           | و /w/~/ʋ/   | ل /l/                 |               | ی /j/ |             |        |         |
| زنشی             |             | ر /ɾ/                 |               |       |             |        |         |

## لهجه‌ها
لهجه‌های مختلفی از فارسی در افغانستان متداول است. از جمله هزارگی، قندهاری، هراتی، کابلی و … گویش فارسی متداول در هرات، بادغیس و فراه که با نام گویش هراتی شناخته می‌شوند، به گویش فارسی‌زبانان شمال خاوری ایران شباهت زیادی دارد و با گویش مرزنشینان ایران تقریباً یکی است. این گویش با گویش‌های رایج در استان‌های خراسان ایران در یک رده‌بندی قرار می‌گیرند.
لهجه‌های خاور افغانستان از جمله لهجهٔ بدخشی به لهجه‌های فارسی تاجیکی شباهت دارند.

## واژگان
در فارسی افغانستان، از واژگان ترکی، پشتو، روسی و انگلیسی تا حدودی استفاده می‌شود. به‌ویژه برای مفاهیم نو استفاده‌ای از واژه‌های فارسی نمی‌شود و بیشتر از زبان‌های انگلیسی، عربی، ترکی، پشتو و اردو وام گرفته می‌شود.
در بسیاری موارد گویشوران در مواردی که واژهٔ فارسی مناسبی هم برای مفهوم مورد نظر وجود دارد از واژه انگلیسی استفاده می‌کنند. استفاده از واژگانی مانند پرابلم (بجای مشکل) و پالیسی (بجای سیاست) در بین دولت مردان بسیار رواج دارد.

## نوشتار
فارسی در افغانستان همانند ایران به الفبای فارسی نوشته می‌شود که یک گونهٔ اصلاح‌شده از الفبای عربی و دارای چند حرف اضافی است. الفبای فارسی دارای ۳۲ حرف (۳۳ با در نظر گرفتن همزه) است. حروف الفبای فارسی به شرح زیر می‌باشند:
ا ب پ ت ث ج چ ح خ د ذ ر ز ژ س ش ص ض ط ظ ع غ ف ق ک گ ل م ن و ه ی
دستور خط رسمی فارسی در افغانستان تفاوت بسیار جزئی با دستور خط فارسی در ایران دارد. این دستور خط سال‌ها پیش در وزارت فرهنگ افغانستان ترتیب یافته‌است. پیرو این دستور خط، واژه‌هایی نظیر «زندگی» به صورت «زنده گی» نوشته می‌شوند. با این وجود، این دستور خط چندان در نشریات استفاده نمی‌شود. وضعیت یای میانجی و یای نکره مبهم است. برای نمونه، ترکیباتی نظیر «خانه‌ای زیبا» به صورت‌های «خانه‌یی زیبا» و «خانهٔ زیبا» نوشته می‌شوند.

## دیدگاه‌ها
در افغانستان گاه جنجال‌هایی بر سر زبان فارسی و نیز استفاده از برخی واژه‌ها مانند «دانشگاه»، «دانشجو» و «پارلمان» پیش آمده‌است.
محمدکاظم کاظمی مهم‌ترین تهدیدها و آسیب‌های فارسی افغانستان را مواردی همچون: ورود بی‌رویّهٔ واژگان خارجی در سدهٔ کنونی، جایگزین شدن تدریجی زبان انگلیسی در نظام اداری این کشور، شیوع و گسترش غلط‌های بسیار در سطح آوایی زبان، ضعف شدید زبان در سطح دستوری، زوال تدریجی گویش‌های غنی و اصیل محلی و غلبهٔ گویش پایتخت به‌دلیل گسترش رسانه‌های گروهی، می‌داند. او دلایل این نابسامانی را چنین برمی‌شمارد: ضعف سواد و دانش عمومی به دلیل چند دهه جنگ و نابسامانی‌های اجتماعی و سیاسی، برخورد ناگهانی و همه‌جانبهٔ افغانستان با جهان خارج، به‌ویژه جهان انگلیسی زبان و کاربرد زیاد زبان انگلیسی در مؤسسه‌های گوناگون، کم‌توجهی نهادینه‌شدهٔ حاکمیت پشتو زبان افغانستان نسبت به زبان فارسی که گاه به‌صورت خصومت با این زبان نیز بروز می‌کند، قطع ارتباط نسبی فارسی‌زبانان افغانستان با فارسی‌زبانان خارج از کشور در این چند دهه و دور ماندن آن‌ها از تحولات زبان فارسی در کشورهای همسایه.

به‌عقیدهٔ مایل هروی، به‌خاطر سیاست پشتون‌سازی حکومتی در افغانستان، در متون اداری این کشور واژه‌های بسیاری بر زبان فارسی افغانستان تحمیل شده‌است. تحمیل واژه‌های نوپای پشتو در نامه‌های اداری افغانستان به اندازه‌ای است که روانی زبان فارسی در آن به خطر افتاده‌است. در افغانستان، امروزه برای مفاهیم نو، ملغمه‌ای از واژگان بیگانه استفاده می‌شود و سیاست آشفته‌سازی فارسی و تضعیف آن از سوی حکومت آن کشور هم‌چنان ادامه دارد.
اخیراً دولت افغانستان قانون‌هایی برای پالایش زبان فارسی در افغانستان گذاشته‌است. شورای وزیران افغانستان پس از جلسه‌ای با حضور حامد کرزی رئیس‌جمهوری، اعلام کرد استفاده از «زبان‌ها و لهجه‌های بیگانه» در رادیو و تلویزیون ممنوع است. به‌گفتهٔ دین‌محمد راشدی، معاون وزارت اطلاعات و فرهنگ، «اگر ما از واژه‌هایی استفاده کنیم که در کشورهای فارسی‌زبان مفهوم است ولی برای مردم افغانستان مفهوم نیست، درست نیست… این حق مردم افغانستان است که از واژه‌هایی استفاده کنیم که در زبان مردم افغانستان موجود است.» این قانون با نقدهایی مواجه شده‌است و آن را مبهم و سلیقه‌ای خوانده‌اند.